# 玉皇洞石窟
玉皇洞石窟，位于湖南省张家界市永定区枫香岗乡麻空山南壁，由当地富绅李景开开凿于嘉庆五年(1800年)，是现存湖南省最大的石窟群，1959年被列为湖南省文物保护单位。
石窟利用麻空山绝壁天然溶洞开凿而成，分为“天上”、“人间、“地府”三层，有天门、魁星、文昌、狮子、雷电、穿眼、孔子、因果等八洞。现存石雕像几十尊，有帝王、圣贤、仙佛等像和一些动物等，各个造型精巧，神态逼真。